# Бэри, Шарлотта Сьюзан Мари
Леди Шарлотта Сьюзан Мари Бэри (англ. Lady Charlotte Susan Maria Bury; 28 января 1775, Лондон — 1 апреля 1861, Лондон, Челси) — английская писательница, поэтесса и мемуарист; которую чаще всего вспоминают в связи с дневником времен Георга IV изданном в 1838 году под заглавием «Diary illustrative of the times of George IV», гле содержатся ценнейшие исторические материалы об истории Великобритании, а также множество сведений вызвавших в своё время ряд скандалов в Британии.

## Биография
Леди Шарлотта Сьюзан Мари Бэри родилпсь 28 января 1775 года в Аргайл-хаусе на Оксфорд-стрит в городе Лондоне.

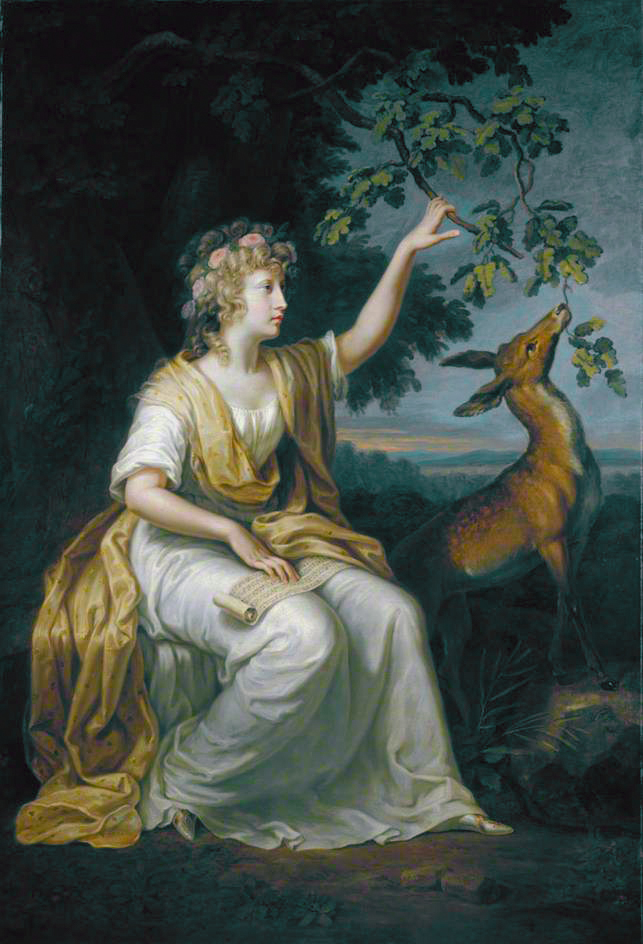
Леди Шарлотта Бэри
(Художник Иоганн Генрих Вильгельм Тишбейн)

Стала второй дочерью в семье фельдмаршала Джона Кэмпбелла, 5-го герцога Аргайл и его жены Элизабет Кэмпбелл, 1-й баронессы Гамильтон из Хэмилдона, которая была вдовой Джеймса Гамильтона 6-го герцога Гамильтон; всего у Элизабет и Джона Кэмпбелла родилось в браке пятеро детей.
В юности Леди Шарлотта Бэри отличалась необычайной красотой, обаянием и шармом, что сделало её одной из самых популярных девушек в светском обществе столицы туманного Альбиона. Она интересовалась художественной литературой и знала знаменитых писателей того времени, включая молодого Вальтера Скотта (она считалась его покровительницей). Именно на одной из её вечеринок Скотт лично познакомился с «Монахом» Льюисом.
В двадцати двухлетнем возрасте Леди Шарлотта Бэри издала свой первый сборник стихотворений.

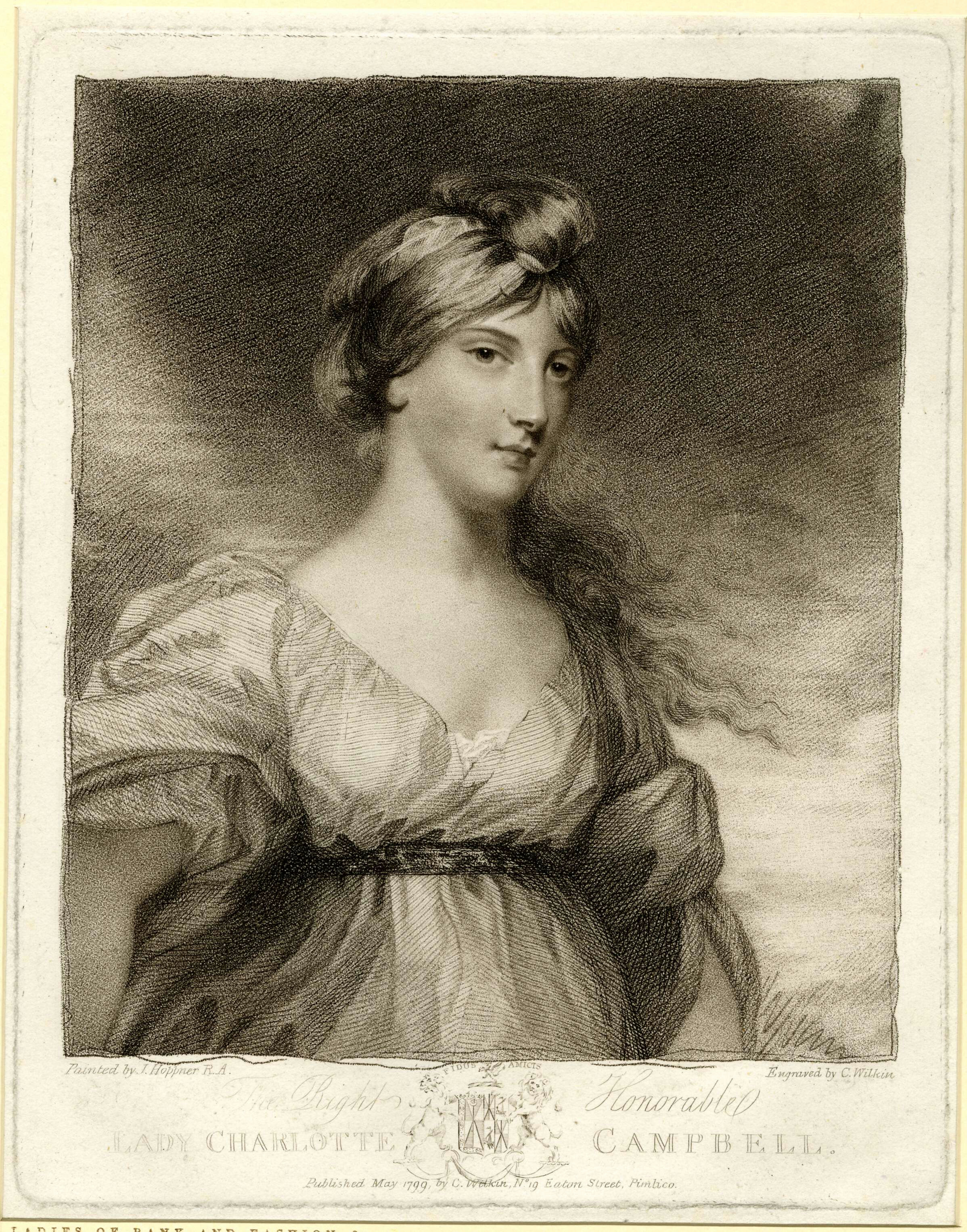
Леди Шарлотта Бэри
(художник Джон Хопнер)

Она вышла замуж 14 июня 1796 года своего дальнего родственника за полковника британской армии Джона Кэмпбелла (старшего сына Уолтер Кэмпбелл из Шоуфилда от его первой жены Элеоноры Керр), который на момент его кончины в Эдинбурге 15 марта 1809 года был членом парламента от Эйр Бург. В этом браке родилось девять детей, из которых пережили мать только двое: А. Леннокс и Уильям Рассел.
17 марта 1818 года Леди Шарлотта Кэмпбелл вступтда во второй брак с преподобным Эдвардом Джоном Бери (англ.  Edward John Bury; единственным сыном Эдварда Бери Таунтона; англ. Edward Bury of Taunton); у них родидись ещё две дочери. Второй муж умер в замке Арденкаплен в графстве Дунбартоншир в мае 1832 года, в возрасте 42 лет.
Чтобы достойно похоронить мужа, она написала ряд произведений в «лёгкую литературу»; некоторые из её романов были очень популярны, хотя сейчас почти забыты. Когда дневник, иллюстрирующий времена Георга IV, появился в двух томах в 1838 году (с дополнениями в 1839 году) он стал явным свидетельством личного знакомства автора с персонажами книги (Бэри некоторое время была придворной дамой принцессы Уэльской), а некоторые описанные факты носили скандальный характер. Но тем не менее дневник имел огромный успех, и несколько изданий были распроданы буквально за несколько недель.
Леди Шарлотта Сюзанна Мария Бэри умерла в доме Слоане-стрит 91, в районе Челси родного города, 31 марта 1861 года.